# Персі Барневік
Персі Нільс Барневік (швед. Percy Nils Barnevik; 13 лютого 1941, Сімрісгамн — 18 липня 2025, Стокгольм) — шведський підприємець, знаний як генеральний директор і голова правління ABB. 2002 року опинився у центрі скандалу у зв'язку з отриманням виплати 148 мільйонів швейцарських франків. Співзасновник некомерційної організації «Hand in Hand».

## Біографія
Народився в Сімрісгамні на півдні Швеції, став наймолодшим з трьох дітей. Ріс в Уддеваллі, де його батьки керували невеликою друкарнею. Здобув освіту в Школі бізнесу, економіки та права Гетеборзького університету та у Стенфордській вищій школі бізнесу. Отримав сім почесних докторських ступенів у Швеції, Фінляндії та США, зокрема в Лінчепінзькому університеті (1989) та Гетеборзькому університеті (1991). 1993 року ушанований нагородою IEEE за видатні лідерські досягнення в інженерній галузі.

## Кар'єра
Розпочав професійну кар'єру у шведській компанії Datema, але невдовзі перейшов до Sandvik. 1975 року підвищений до генерального директора американського підрозділу Sandvik Steel. Протягом наступних чотирьох років він потроїв дохід, отримавши 250 мільйонів доларів, і зробив компанію прибутковою. Під час роботи у США компанія Sandvik почала конкурувати з лідерами галузі, як-от General Electric і US Steel.
1979 року приєднався до ASEA, провідної шведської компанії важкої промисловості, що базується у Вестеросі. 1987 року відіграв ключову роль у злитті ASEA з її швейцарським конкурентом Brown, Boveri & Cie, що стало найбільшим злиттям на той час. Обіймав посаду генерального директора ASEA (1980—1987), генерального директора ABB (1988—1996). У 1983—2002 роках очолював Sandvi, у 1992—1997 роках був головою Skanska, головою Investor AB у 1997—2002 роках, головою AstraZeneca у 1999 2004 роках, головою ABB у 1996—2002 роках, членом правління DuPont, США (1991—1998) і членом правління General Motors, США (1996—2009). Був постійним учасником Більдерберзької групи з 1992 по 2001 рік і входив до керівного комітету групи.
Під його керівництвом ASEA і ABB досягли значного зростання: вартість акцій збільшилася у 87 разів, чистий прибуток — у 60 разів, а продажу — у 30 разів. 1996 року, після звільнення з посади генерального директора, Барневік отримав одноразову виплату у розмірі 148 мільйонів швейцарських франків, що викликало громадський резонанс і призвело до його відставки з посади голови ради директорів Investor AB у 2002 році, шведської інвестиційної компанії, контрольованої впливовою сім'єю Валенбергів і повернути значну частину виплати.

## Філантропія
2003 року разом з Калпаною Санкаром став співзасновником благодійної організації «Hand in Hand» в Тамілнаді, Індія. Благодійна організація займається боротьбою з бідністю шляхом створення робочих місць і бізнесу, відтоді вона охопила програми в 10 країнах: Кенії, Руанді, Південній Африці, Есватіні, Лесото, Зімбабве, Індії, Афганістані, Камбоджі та М'янмі.
2006 року пожертвував 20 000 крон Шведському музею тенісу.

## Особисте життя та смерть
1963 року одружився Айною Орварссон (нар. 1940). У пари народилося двоє синів і донька.
Жив у Лондоні. В одному з інтерв'ю якось заявив, що пройшов тест, який показав, що він не підходить для керівної посади.
Помер 18 липня 2025 року у 84 років від ускладнень після інсульту.

## Досягнення
- Член Бізнес-ради та Міжнародної інвестиційної ради, що консультує уряд Південної Африки[24]
- Член Консультативної ради Центру європейських реформ, Велика Британія
- Член консультативної ради Вортонської школи бізнесу
- Член консультативної ради в Берлінського університету Гумбольдта
- Член Королівської шведської академії наук з 1982 року[25]
- Член керівної ради та радник Фонду розвитку бізнесу на місцях
- Член консультативної ради Академії інженерних наук Фінляндії
- Іноземний почесний член Американської академії мистецтв і наук (1999)[26]
- Почесний член Королівської інженерної академії[27]
- Почесний голова Hand in Hand